# 広島県道436号香淀三次線
広島県道436号香淀三次線（ひろしまけんどう436ごう こうよどみよしせん）は、広島県三次市を通る一般県道である。

## 概要
三次市作木町香淀から三次市三原町に至る。三次市作木町大山の区域決定区間終点にはそのことを示す看板がある。そこから三次市三原町の国道54号（国道184号重用）に通じる道幅の狭い林道があり、それが本路線になる可能性が高いが、なぜ区域に編入されないでいるのかははっきりしない。

### 路線データ
- 起点：三次市作木町香淀（国道375号交点）
- 終点：三次市三原町（国道54号交点）
- 総延長：6.6 km[注釈 1]
- 区域未決定区間：三次市作木町大山 - 三次市三原町（終点）間

## 歴史
- 1996年（平成8年）4月25日 - 広島県告示第469号により認定される。
- 2004年（平成16年）4月1日 - 三次市と双三郡に属する全町村（吉舎町・三良坂町・三和町・君田村・作木村・布野村）、甲奴郡甲奴町が対等合併して改めて三次市が発足したことに伴い起点の地名表記が変更される（双三郡作木村香淀→三次市作木町香淀）。

## 地理

### 通過する自治体
- 三次市

### 交差する道路
| 交差する道路                                     | 交差する場所 | 交差する場所 |
| ------------------------------------------------ | ------------ | ------------ |
| 国道375号 広島県道・島根県道112号三次江津線 重複 | 作木町香淀   | 起点         |
| 区域未決定区間                                   |              |              |
| 国道54号 国道184号 重複                          | 三原町       | 終点         |

### 沿線
- 香淀郵便局